# Schistura sexcauda
Schistura sexcauda är en fiskart som först beskrevs av Fowler, 1937.  Schistura sexcauda ingår i släktet Schistura och familjen grönlingsfiskar. IUCN kategoriserar arten globalt som livskraftig. Inga underarter finns listade i Catalogue of Life.